# 栖霞山北站
栖霞山北站是宁栖铁路上的车站，位于江苏省南京市栖霞区栖霞街道摄山营，目前为三等站。车站目前仅办理货运业务，整车普通货物无限制。栖霞山北站现有建筑面积70平米的货运营业厅1个，建筑面积6897平米货场1个。车站设有两条专用线，一条通往南京东站中国石油化工股份有限公司金陵分公司；另一条属于江南小野田水泥有限公司，长18.3公里，系900mm规矩窄轨铁路，通往汤山茨山矿，途径江南水泥厂。

## 历史
栖霞山北站最开始为老沪宁铁路的一部分，始建于1908年。车站建成时以车站前的一棵大树命名为孤树村站，1918年改名栖霞站。后因车站周围人烟稀少于1918年迁往摄山营附近并改名为栖霞山站。1954年铁道部在沪宁线尧化门站至龙潭站沿长江修建的区间路基坍塌后决定将该区间改为仅由栖霞山南侧，并新设栖霞山站，本站因此改名为栖霞山北站，下行至龙潭站路轨拆除。
栖霞山北站附近曾规划修建南京地铁6号线的栖霞山北站地铁站，为该线终点站。但因受银茂铅锌矿开采影响，取消栖霞山北地铁站，该线的终点站调整至地铁栖霞山站。